# ORV Sagar Nidhi
L' ORV Sagar Nidhi est un navire océanographique multidisciplinaire, renforcé pour la glace, géré par l’ Institut national des technologies océaniques , en Inde.
Il a été construit par le chantier naval Fincantieri, en Italie. Ce navire de 104 mètres est doté d’une propulsion diesel-électrique entièrement automatique équipée d’un système de positionnement dynamique, de propulseurs azimutaux et d’un treuil permettant de lever 60 tonnes à une profondeur de 6.000 mètres.
Le navire est capable d'effectuer des recherches géoscientifiques, météorologiques et océanographiques. Il est conçu pour pouvoir capter les eaux bleues d'une portée maximale de 10 000 milles marins (19 000 km) pour des voyages d'une durée maximale de 45 jours. Il devrait soutenir la recherche dans les océans Indien et Antarctique.
Sagar Nidhi est utilisé pour l’extraction minière en haute mer, le lancement de véhicule sous-marin téléguidé (ROV), de robot sous-marin autonome (AUV), ....

### Note et référence
1. ↑  National Institute of Ocean Technology

- (en) Cet article est partiellement ou en totalité issu de l’article de Wikipédia en anglais intitulé « ORV Sagar Nidhi » (voir la liste des auteurs).